# 全粒粉パン

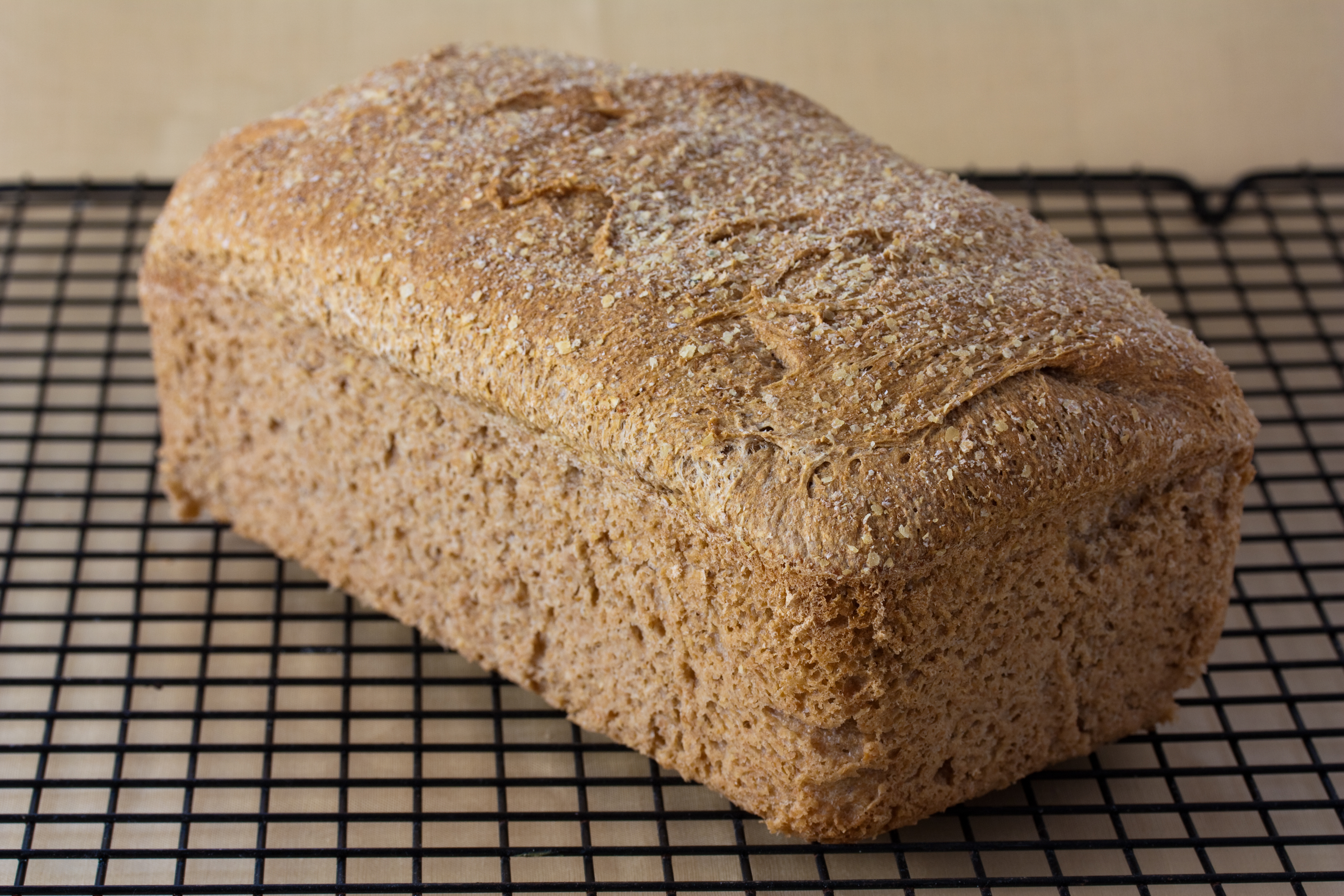
全粒粉パン

全粒粉パン（英語: whole wheat bread、フランス語: pain complet）は全粒粉、すなわち小麦の表皮、胚芽、胚乳をすべて粉にした小麦粉で作ったパンで、精製した粉のパンに比べて食物繊維、ミネラル、ビタミンが豊富である。茶色パンの一種である。